# Pegas Fly
Pegas Fly, zuvor bis 2014 Ikar, ist eine russische Charterfluggesellschaft mit Sitz in Krasnojarsk und Basis auf dem Flughafen Jemeljanowo.

## Geschichte
Die Gesellschaft wurde im Jahr 1993 unter dem Namen Ikar (russisch Икар) gegründet und 2014 in Pegas Fly umfirmiert.
Anfang Juni 2015 hat das Unternehmen beim Verkehrsministerium der Vereinigten Staaten um die Bewilligung für Charterflüge zwischen Russland und den Vereinigten Staaten ersucht. Geplant sind für September 2015 Charterflüge nach Guam und Saipan.
Im April 2022 wurde die Gesellschaft (als „Ikar“ mit dem ICAO-Code KAR) auf die als „Schwarze Liste“ bezeichnete EU-Flugsicherheitsliste gesetzt und ihr damit der Betrieb in der EU untersagt. Grund dafür ist, dass die russische Föderale Agentur für Lufttransport russischen Gesellschaften erlaubt, ausländische Luftfahrzeuge ohne gültiges Lufttüchtigkeitszeugnis zu betreiben.

## Flotte

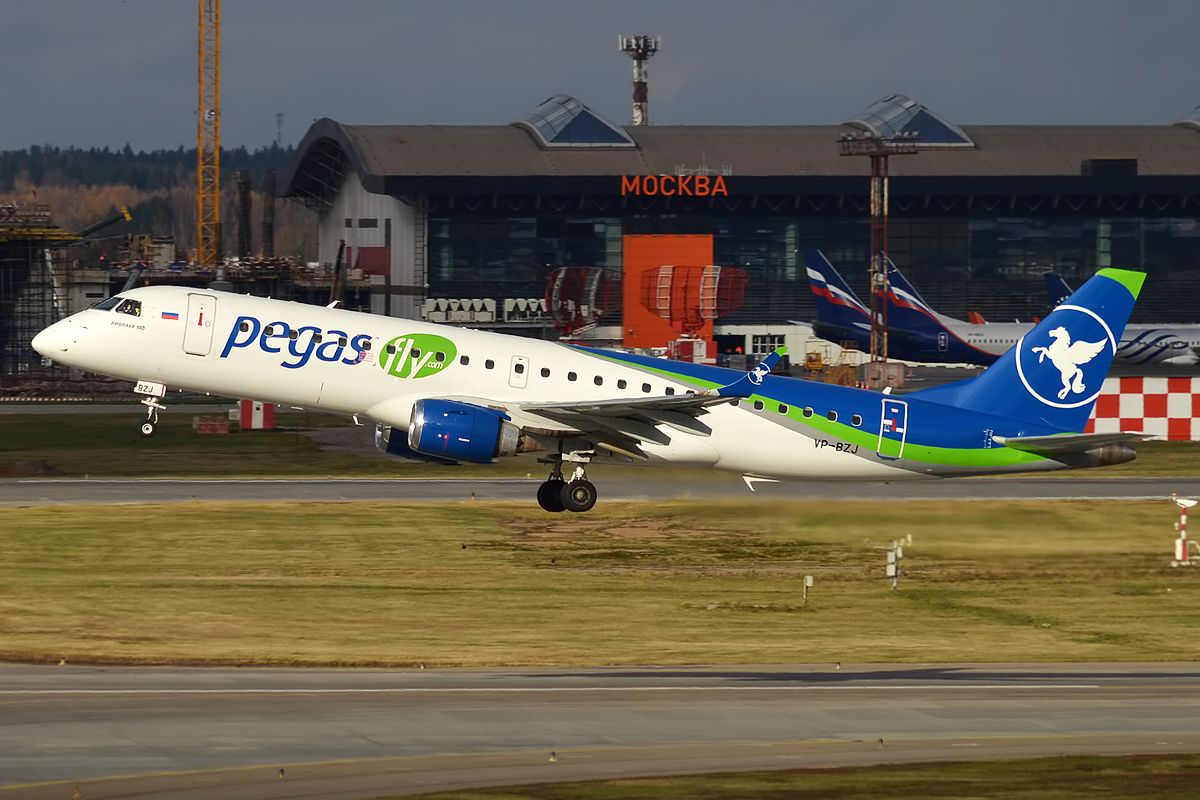
Eine Embraer 190 der Pegas Fly

Mit Stand Februar 2024 besteht die Flotte der Ikar / PegasFly aus sieben Flugzeugen mit einem Durchschnittsalter von 16,4 Jahren:
| Flugzeugtyp      | Anzahl | bestellt | Anmerkungen               | Sitzplätze | Durchschnittsalter (Februar 2024) |
| ---------------- | ------ | -------- | ------------------------- | ---------- | --------------------------------- |
| Boeing 737-900ER | 2      |          | mit Winglets ausgestattet | 215        | 15,9 Jahre                        |
| Boeing 777-200ER | 1      |          |                           | 440        | 25,4 Jahre                        |
| Embraer 190      | 4      |          | zwei inaktiv              | 110        | 14,4 Jahre                        |
| Gesamt           | 7      | -        |                           |            | 16,4 Jahre                        |

### Ehemalige Flugzeugtypen
- Boeing 737-800
- Boeing 757-200
- Boeing 767-300